# Exosphaeroma
Exosphaeroma är ett släkte av kräftdjur. Exosphaeroma ingår i familjen klotkräftor.

## Dottertaxa tillExosphaeroma, i alfabetisk ordning[1]
- Exosphaeroma agmokara
- Exosphaeroma alba
- Exosphaeroma alii
- Exosphaeroma alveola
- Exosphaeroma amplicauda
- Exosphaeroma antarctica
- Exosphaeroma antikraussi
- Exosphaeroma antillense
- Exosphaeroma aphrodita
- Exosphaeroma bicolor
- Exosphaeroma brevitelson
- Exosphaeroma bruscai
- Exosphaeroma chilensis
- Exosphaeroma coatsii
- Exosphaeroma diminutum
- Exosphaeroma echinensis
- Exosphaeroma estuarium
- Exosphaeroma falcatum
- Exosphaeroma gigas
- Exosphaeroma hylecoetes
- Exosphaeroma inornata
- Exosphaeroma kraussi
- Exosphaeroma laevis
- Exosphaeroma laevisculum
- Exosphaeroma media
- Exosphaeroma montis
- Exosphaeroma obtusum
- Exosphaeroma octoncum
- Exosphaeroma pallidum
- Exosphaeroma parva
- Exosphaeroma planulum
- Exosphaeroma planum
- Exosphaeroma porrectum
- Exosphaeroma productatelson
- Exosphaeroma rhomburum
- Exosphaeroma serventii
- Exosphaeroma studeri
- Exosphaeroma truncatitelson
- Exosphaeroma waitemata
- Exosphaeroma varicolor
- Exosphaeroma yucatanum